# Frances Swan
Câu chuyện Frances Swan là huyền thoại thế kỷ 20 kể về một bà nội trợ ở bang Maine vào năm 1954 cho biết mình vừa nhận được thông điệp từ người ngoài hành tinh thông qua khả năng viết tự động. Bà nội trợ được cho rằng đã được những thông điệp này hướng dẫn nhằm liên lạc với phía Hải quân nên cô liền tìm đến người hàng xóm kế bên vốn là đô đốc đã nghỉ hưu rồi được ông này sắp xếp cho những tay điều tra viên của Hải quân phỏng vấn người phụ nữ này. Nhờ dùng đến khả năng viết tự động, các nhà điều tra hải quân bèn cho triệu hồi UFO đến thử.
Câu chuyện được công bố rộng rãi trong một bộ phim năm 1974 do Rod Serling (của dòng phim Twilight Zone nổi tiếng) dẫn chương trình. Các tài liệu về sau này đều gán tên bà nội trợ là "Frances Swan" và vị Đô đốc này chính là "Herbert Bain Knowles".
Câu chuyện này dần phổ biến trong văn hóa dân gian về UFO, có trong các bài viết của những nhà nghiên cứu UFO bao gồm Stanton Friedman và Jacques Vallee.

## Lời kể ban đầu
Trong bộ phim UFOs: Past, Present, and Future năm 1974,  Trung tá Robert Friend đã nghỉ hưu, cựu giám đốc Dự án Blue Book, kể lại rằng "một Chuẩn đô đốc về hưu có thông tin về một phụ nữ ở Thượng Maine được cho là đã liên lạc với người ngoài hành tinh. Hai sĩ quan Tình báo Hải quân được cử đi điều tra. Họ gặp người phụ nữ này và cô ấy rơi vào trạng thái xuất thần, được cho là nhằm thiết lập mối dây liên lạc với những người ngoài hành tinh này, và sau đó họ hỏi cô ấy những câu hỏi khoa học và kỹ thuật mà một người phụ nữ có trình độ học vấn như cô ta không thể biết được câu trả lời. Tuy vậy, khi các câu hỏi được đặt ra thì cô ấy có thể trả lời một cách dễ dàng, với sự trợ giúp dường như qua thần giao cách cảm từ những người ngoài hành tinh này."
Friend tường thuật về những 'sinh vật ngoài hành tinh' khả nghi đã được xác định bằng những cái tên như "Affa của Sao Thiên Vương", "Crill" và "Ponnar"; Affa và Ponnar là những cái tên từng được giới thiệu trong The Saucers Speak (1954) của kẻ tự xưng là người tiếp xúc UFO George Hunt Williamson.
Friend nói tiếp "Sau đó, một bước ngoặt bất ngờ xảy ra. Một trong những sĩ quan hải quân được người phụ nữ thông báo rằng người ngoài hành tinh sẵn sàng trả lời các câu hỏi trực tiếp thông qua anh ta, một Tư lệnh Hải quân và sĩ quan Tình báo không có kinh nghiệm về giao tiếp ngoại cảm. Anh ta đã đảm nhận vai trò này và cố gắng viết ra câu trả lời cho những câu hỏi mà sĩ quan hải quân đồng nghiệp đặt cho mình".
Friend kể về một sự việc tiếp theo liên quan đến viên sĩ quan này: "Cả nhóm hỏi liệu họ có thể nhìn thấy một con tàu vũ trụ hay không và viên Chỉ huy, vẫn còn trong trạng thái xuất thần, nói với họ rằng hãy đến cửa sổ để có bằng chứng. Cả nhóm bèn lại gần cửa sổ được cho là đã tận mắt chứng kiến một UFO".

## Truyền thuyết tiếp theo
Câu chuyện này về sau được đăng trên tạp chí Second Look số ra năm 1979 và một cuốn sách năm 1980.  Bà nội trợ được gán cho cái tên "Frances Swan" trong cuốn sách năm 1992 của Jerome Clark có nhan đề The Emergence of a Phenomenon--UFOs from the Beginning Through 1959 và các ấn phẩm tiếp theo khác.

Năm 2003, nhà UFO học Grant Cameron đã công bố các tài liệu được cho là từ sự kiện Swan.  Năm 2007, nhà UFO học Stanton T. Friedman cho biết đích thân Đô đốc Knowles đã cố gắng giới thiệu Swan với những người bị UFO bắt cóc là đôi vợ chồng Betty và Barney Hill nhưng Swan từ chối. Betty Hill nhớ lại:
"Cách Portsmouth vài dặm là một người phụ nữ tuyên bố là mình có mối liên hệ với những chủ nhân UFO thông qua khả năng viết tự động. Hầu như hàng ngày cô ấy chỉ việc ngồi đó và đón nhận thông điệp. Mặc dù cô ấy và tôi có chung một số bạn bè giống nhau nhưng chúng tôi chưa bao giờ gặp nhau. Cô ấy từ chối gặp tôi, vì cô ấy tin rằng tôi và Barney đã gặp nhầm người—những kẻ xấu xa có mức rung động lệch lạc. Thực thể mà cô ấy liên hệ thuộc nhiều loại khác nhau, tốt bụng, yêu thương, quan tâm đến tất cả mọi người; gửi cho cô ấy thông điệp về tình anh em và Vương quốc của Chúa. Barney và tôi đều đồng ý rằng chúng tôi chưa bao giờ nhìn thấy những rung động khác lạ! Nhưng, trong những ngày đó, chúng tôi chưa bao giờ nghe nói về George Adamski."
Câu chuyện Swan từng xuất hiện trong các tác phẩm của Nick Redfern, Brent Raynes và nhiều người khác nữa.  Câu chuyện này là nền tảng cho một tập phim năm 2013 của bộ phim nhiều tập mang tên Wisdom Teachings.